# Parsonsita
La parsonsita es un mineral de la clase de los minerales fosfatos. Fue descubierta en 1923 en la localidad de Shinkolobwe de la provincia de Katanga (República Democrática del Congo), siendo nombrada así en honor de Arthur L. Parsons, mineralogista canadiense.

## Características químicas
Es un uranilo-fosfato de plomo anhidro, o dicho de otra forma un fosfato de uranio y plomo. Por esta composición es fuertemente radiactivo.
Forma una serie de solución sólida con la hallimondita (Pb2(UO2)(AsO4)2·nH2O), su análogo uranilo-arsenato, en la que la sustitución gradual del fósforo por arsénico va dando los distintos minerales de la serie.
Existe controversia según las fuentes si cristaliza en el sistema cristalino triclínico o en el monoclínico.

## Formación y yacimientos
Se forma como mineral secundario en la zona de oxidación de algunos yacimientos de alteración hidrotermal de minerales de uranio.
Suele encontrarse asociado a otros minerales como: torbernita, kasolita, dewindtita, autunita, fosfuranilita o piromorfita.

## Usos
Extraído de las minas por la importancia estratégica del uranio, debe manipularse con precaución: no debe almacenarse en áreas habitadas, evitando su inhalación y lavándose las manos tras su manipulación.